# Francisco Franco da Rocha
Francisco Franco da Rocha, né le 23 août 1864 à Amparo et mort le 8 novembre 1933 à São Paulo, est un psychiatre et professeur de médecine brésilien. 

## Biographie

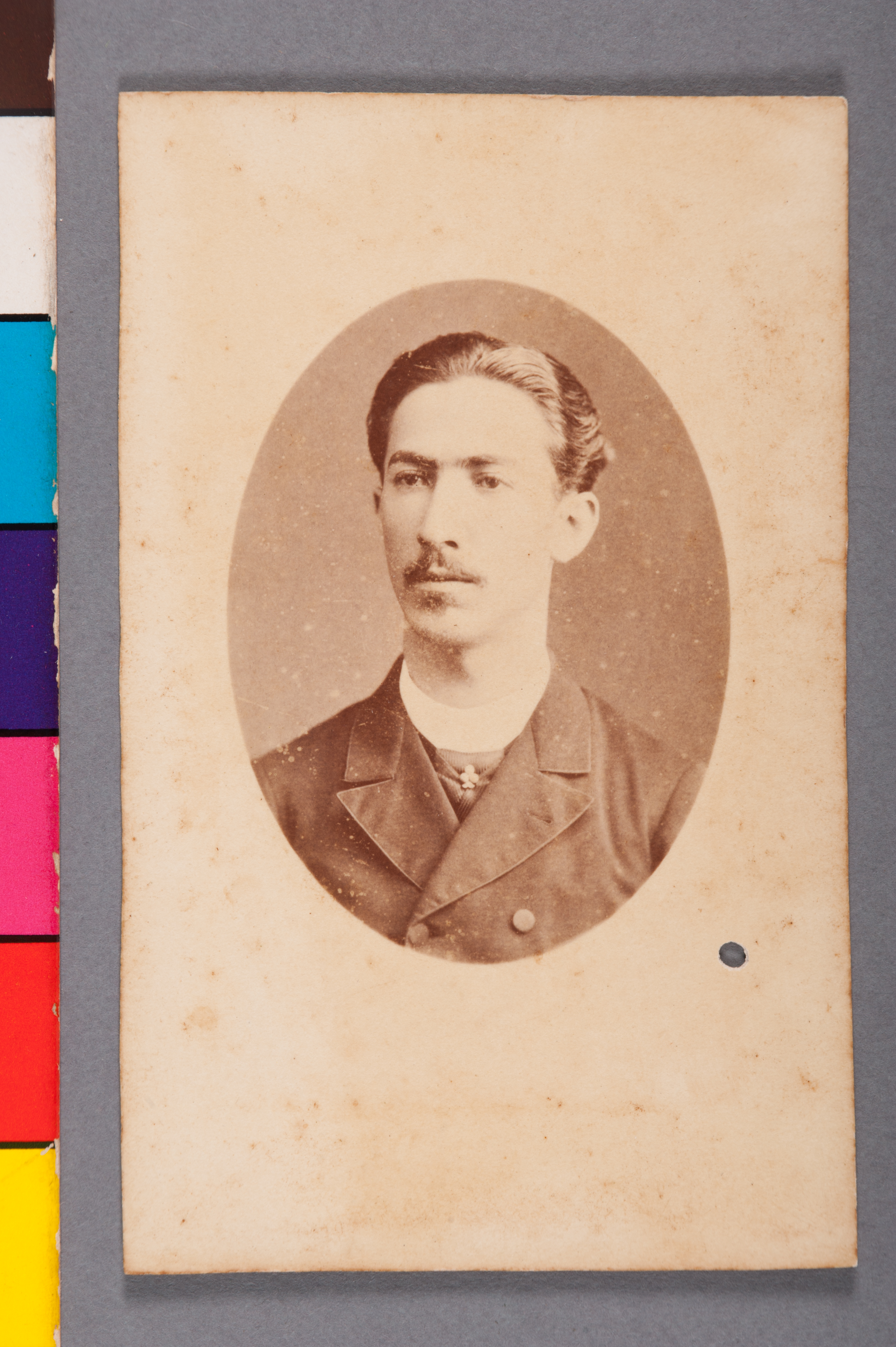
Portrait

Francisco Franco da Rocha naît à Amparo, dans l'État de São Paulo. Il est diplômé de la faculté de médecine de Rio de Janeiro en 1890 où il suit les cours de l'aliéniste João Carlos Teixeira Brandão. Il est praticien hospitalier à l'Hospicio dos Alienados, l'hôpital psychiatrique public de São Paulo, où il est le premier psychiatre qualifié. Il est nommé médecin-chef et directeur en 1896. Il fonde un centre à la campagne qui accueille quatre-vingts patients. Il est très actif dans le projet de création d'un hôpital psychiatrique à Juquery, qui accueille les premiers patients en 1898, et qu'il dirige jusqu'à sa retraite en 1923,.
Il enseigne à la faculté de médecine de São Paulo à partir de 1913, et il est nommé professeur de neurologie et de psychiatrie en 1918. Il introduit la théorie psychanalytique dans sa leçon inaugurale de 1919, intitulée «Do Delirio em geral» [« Du délire en général »]. Elle est publiée le 20 mars 1919 par le journal O Estado de São Paulo. Il publie en 1920 O Pansexualismo na doutrina de Freud ([Le pansexualisme dans la doctrine de Freud]), traité de vulgarisation des idées freudiennes, qui suscite un intérêt du grand public et des réserves des médecins de São Paulo. L'ouvrage est réédité en 1930 sous le titre A Doutrina de Freud, sans mention de pansexualisme. Franco da Rocha n'a jamais appliqué la théorie freudienne à sa pratique psychiatrique. L'historienne Pietra Diwan indique que Franco da Rocha participe à la Société eugénique de São Paulo.
Franco da Rocha meurt à São Paulo, des suites d'un emphysème pulmonaire, à l'âge de 69 ans, le 8 novembre 1933.

## Publications
- « Do delírio em geral », O Estado de São Paulo, 20 mars 1919.
- « A psicologia de Freud », Revista brasileira de psicanálise, vol. 1, no 1.
- A Doutrina de Freud, 2e éd., São Paulo, Campanhia Nacional, 1930.